# 강창역
강창역(Gangchang station, 江倉驛)은 대한민국 대구광역시 달서구 호산동에 있는 대구 도시철도 2호선의 전철역이다. 강창교 하저터널로 대실역과 연결된다.

## 특징
강창마을 인근 사거리에 역이 있으며, 계명대역과 함께 계명대학교 인근에 있어서 계명대학교로 통학하는 학생들과 인근에 사는 주민들이 이 역을 많이 이용한다.
2019년 4월 15일 계명대학교 동산의료원의 신당동 이전 후에는 병원 연결 통로가 설치됐으며, 이에 따라 역 이용률이 늘어났다.

## 역명의 유래
옛날 파호동·호산동의 강창교 일대 낙동강변에 쌀을 보관하고 배로 수송하기 위해 세워진 창고인 강창이 설치되었기 때문에 옛 지명을 따서 역명을 정했으며, 현재도 이 주변을 강창이라고 부른다.

## 역사
- 2005년 10월 18일 : 대구 도시철도 2호선 개통과 함께 영업 개시
- 2017년 4월 9일 : 스크린도어 설치
- 2019년 4월 15일 : 계명대학교 동산의료원 개원, 병원 연결통로 개통

## 역 구조
2면 2선의 곡선 상대식 승강장이 있는 지하 역이다. 출구는 시내 방향으로 5개, 성서3차산업단지 쪽으로 하나가 설치되어 있고, 호산동과 파호동에 걸쳐 있다.
개찰구가 승강장별로 분리되어 있어서 개찰을 하지 않고서는 반대편 승강장으로 횡단할 수 없으며, 이는 2호선의 상대식 역들 중 계명대역과 함께 단 둘뿐이다.
스크린도어가 설치되어 있다.
이 역은 곡선 구간이 있고 승강장과 단차가 있어서, 발빠짐 안내방송을 한다.

### 승강장
| 대실 ↑   |
| \| 상    |
| ↓ 계명대 |

| 상행 | ● 대구 도시철도 2호선 | 대실·다사·문양 방면     |
| 하행 | ● 대구 도시철도 2호선 | 반월당·범어·영남대 방면 |

- 이 역은 반대방향으로 횡단이 불가능한 역이다.

## 역 주변
| 나가는 곳 | 방면                                                                           |
| --------- | ------------------------------------------------------------------------------ |
| 1         | 산호노인회관 호산동 호산동회관 성서우방유쉘                                    |
| 2         | 파호동 삼성명가타운 IM뱅크 명가타운지점 농협 성서농협강창역지점                |
| 3         | 강창우체국 삼성한국형아파트 강창공원                                           |
| 4         | 파호초등학교 강창공원 삼성한국형아파트                                         |
| 5         | 파호초등학교 호산동 호산초등학교 호산고등학교                                  |
| 6         | 계명대학교 계명대학교 동산의료원(연결통로) 대구테크노파크계명대학교센터 호산동 |

## 승차량 변동
| 노선  | 승차 인원 | 승차 인원 | 승차 인원 | 승차 인원 | 승차 인원 | 승차 인원 | 승차 인원 | 승차 인원 | 승차 인원 | 승차 인원 | 승차 인원 | 승차 인원 | 승차 인원 | 주석 |
| 노선  | 2005년    | 2006년    | 2007년    | 2008년    | 2009년    | 2010년    | 2011년    | 2012년    | 2013년    | 2014년    | 2015년    | 2016년    | 2017년    | 주석 |
| ----- | --------- | --------- | --------- | --------- | --------- | --------- | --------- | --------- | --------- | --------- | --------- | --------- | --------- | ---- |
| 2호선 | 3,159     | 3,831     | 4,044     | 4,322     | 4,382     | 4,689     | 4,955     | 4,922     | 5,056     | 4,957     | 4,847     | 4,833     | 4,786     |      |
| 노선  | 2018년    | 2019년    | 2020년    | 2021년    |           |           |           |           |           |           |           |           |           |      |
| 2호선 | 4,646     | 6,626     | 4,706     | 5,412     |           |           |           |           |           |           |           |           |           |      |

## 인접한 역
| 대구 도시철도 2호선 | 대구 도시철도 2호선   | 대구 도시철도 2호선    |
| ------------------- | --------------------- | ---------------------- |
| 218 대실 문양 방면  | ● 대구 도시철도 2호선 | 220 계명대 영남대 방면 |